# Sanity: Aiken's Artifact
Sanity: Aiken's Artifact est un jeu vidéo d'action développé par Monolith Productions et édité par Fox Interactive, sorti en 2000 sur Windows.

## Accueil
- IGN : 8,3/10[1]